# Драгой Людмила Миколаївна
Людмила Миколаївна Драгой (нар. 10 жовтня 1957, село Балашівка, тепер Чернігівського району Запорізької області) — українська радянська діячка, оператор машинного доїння корів колгоспу «Родина» Приазовського району Запорізької області. Депутат Верховної Ради УРСР 11-го скликання.

## Біографія
Освіта середня.
З 1974 року — штампувальниця виробничого об'єднання «Запоріжтрансформатор» імені Леніна Запорізької області.
З 1976 року — оператор машинного доїння корів колгоспу «Родина» Приазовського району Запорізької області.
Потім — на пенсії в селі Георгіївка Приазовського району Запорізької області.

## Нагороди
- ордени
- медалі